# NGC 5676
NGC 5676 is een spiraalvormig sterrenstelsel in het sterrenbeeld Ossenhoeder. Het hemelobject werd op 15 mei 1787 ontdekt door de Duits-Britse astronoom William Herschel.

## Synoniemen
- UGC 9366
- MCG 8-26-43
- ZWG 248.3
- ZWG 247.42
- KUG 1431+496
- PGC 51978